# Opel 8M 21
La 8M 21 era un'autovettura di fascia alta prodotta dalla Casa automobilistica tedesca Opel tra il 1921 ed il 1922.

## Profilo e storia
La 8M 21 fu introdotta come versione semplificata della contemporanea Opel 9/25 PS, giunta tra l'altro quasi al termine della sua carriera. Con la 9/25 PS, infatti, la 8M 21 condivideva il telaio da 3.155 mm di passo, una struttura a longheroni in acciaio con telaietti ausiliari. Tradizionali erano gli schemi di sospensioni ed impianto frenante, rispettivamente ad assale rigido con balestre e a nastro sul cambio.
Tradizionale pure la trasmissione ad albero a cardano con frizione a cono e cambio a 4 marce.
La novità principale stava invece sotto il cofano, dove pulsava un 4 cilindri in linea da 2042 cm³ con distribuzione a valvole laterali e potenza massima di 25 CV a 1600 giri/min.
La 8M 21 era disponibile in due varianti di carrozzeria: limousine oppure torpedo a 6 o 7 posti. Fu prodotta tra l'inizio del 1921 e la fine del 1922.
La sua erede sarebbe però arrivata decisamente più tardi, nel 1928: fu solo in quell'anno che venne lanciata la 8/40 PS, destinata a riprendere sia l'eredità della 7/34 PS, sia quella, appunto, della 8M 21.